# Shadow Warriors
Shadow Warriors es una banda de Power Metal fundada por Sam Totman, guitarrista de Dragonforce, como un proyecto alterno.

## Historia
Al mismo tiempo que DragonHeart (Antiguo nombre de Dragonforce) lanzaba, vía internet su primer demo Valley Of The Damned, Sam Totman y ZP Theart, junto a dos integrantes (Apodados Kazuma y Jyouhki) llevaban a cabo este proyecto bajo nombres pseudónimos, y en el 2001 lanzaron su demo titulado Power Of The Ninja Sword.
En el 2002, Shadow Warriors inauguró su sitio web vía AngelFire, donde había material suyo de manera gratuita. El sitio fue creado en un solo día. Tanto el diseñó como el contenido de la página suscitaba que era un proyecto mucho más libre y con menos producción; Solo dependía de ellos. Sin embargo y con el tiempo, la popularidad de la banda creció, pero no tanto como la de Dragonforce, lo que significó más ocupación para Totman y ZP Theart, por lo que redujeron su actividad con Shadow Warriors.
En el 2008, durante el auge de Ultra Beatdown, cuarto disco de Dragonforce, Shadow Warriors lanzó como Single una remasterización de la canción Feel The Fire y anteriormente remasterizaciones de Power Of The Ninja Sword, en 128kbit/s. 
La canción Feel The Fire posee una particularidad; dentro de los Bonus Tracks de Ultra Beatdown (Dragonforce) encontramos la canción Strike Of The Ninja, que posee exactamente la misma composición, pero bajo la versión de Dragonforce.
A principios del 2012, paralelo al lanzamiento de The Power Within (Dragonforce). Shadow Warriors lanza Ninja Eclipse, demo que contiene canciones nuevas, pero sin vocalista, ya que ZP Theart siguió otro rumbo, y en efecto, actualmente están en busca de otro.
Ninja Eclipse se encuentra disponible para descargar de manera gratuita en la web de la banda.
Dragonforce, haciendo lo mismo que en Ultra Beatdown, recogerá una canción de Shadow Warriors, y la incluirá como Bonus Track en The Power Within, la canción será Power Of The Ninja Sword

## Discografía
- Power of the Ninja Sword (2001 Demo)
- Ninja Eclipse (2012 Demo)

## Miembros
- Naoki – Voz, coros
- Akimo – Guitarra Principal
- Kazuma – Bajo
- Jyuohki – Batería